# 工藤みか乃
工藤 みか乃（くどう みかの、1973年12月30日 - ）は、日本の女性モデル、資格予備校講師。シュルーモデルエージェンシー所属。不動産系資格の講師として活動する際の講師名は工藤 美香（くどう みか）。

## 人物
モデルとして広告を中心に活動。その後、不動産会社へ入社し、不動産会社での仕事とモデル業を両立させていた。不動産会社勤務時代の2016年～2017年にかけて宅地建物取引士、マンション管理士、管理業務主任者、賃貸不動産経営管理士の4資格を取得し、現在はモデルも継続しながら、資格試験の講師として主に活動している。

## 保有資格
- 2016年　宅地建物取引士（2017年登録）
- 2017年　マンション管理士
- 2017年　管理業務主任者
- 2017年　賃貸不動産経営管理士
- 2023年　行政書士

## 主な出演作品

### CM・広告
- DHC　デイ＆ナイトシリーズ「あなたを肌から応援篇」CM
- 花王「ピュオーラAQUA」 CM
- ジョンソン・エンド・ジョンソン「バンドエイドキルト」 CM
- 旭化成建材　スチール
- サントリー「伊右衛門」 CM
- 東芝　CM
- 仙台市ガス局　CM
- 花王「ウルトラアタックNeo」 CM
- AEON「恵方巻き」 CM
- P&G「JOY」 WEB
- 花王「メリーズ」 スチール
- オーストリア航空　スチール
- ハウス食品　CM
- はるやま商事　CM
- 伊藤忠食品「僕の好きなパスタソース」 CM
- ケンタッキーフライドチキン　CM
- 花王　新聞広告
- Apple「iPhone 4S Siri」 WEB
- 日本クラフトフーズ「キシリクリスタル　カフェカフェ」 CM
- ECCジュニア　ホームティーチャー「ブランコ」篇 CM
- NTT東日本電報　CM
- 花王「ハミングNEO」 CM
- TOYOTA　WEB
- 富士通　企業CM
- ダノンビオ
- 三菱東京UFJ
- スカパー！　CM
- 明光義塾　スチール
- AEON　カタログ
- ユニクロ
- コカ・コーラ　スチール
- 東芝「洗濯機」 スチール
- 西友　スチール
- 日産　CM
- コピス吉祥寺　スチール
- Canon　スチール
- DeAGOSTINI「週刊 赤毛のアンの家」 CM

### 雑誌・書籍
- 世界文化社「家庭画報」

### その他
- ホビーラホビーレ